# Abulfaz Elchibej
Abulfaz Elchibej, (Azerbeidzjaans: Əbülfəz Elçibəy) (Nachitsjevan (Azerbeidzjaanse SSR), 7 juni 1938 – Ankara (Turkije), 22 augustus 2000)  was een Azerbeidzjaans politicus. Zijn oorspronkelijke naam was: Abulfaz Qadirqulu oglu Aliyev (Azerbeidzjaans: Əbülfəz Qədirqulu oğlu Əliyev), maar hij koos voor de achternaam "Elçibəy" (Azerbeidzjaans voor edele boodschapper) in aanloop naar zijn leiderschap bij het Azerbeidzjaans Volksfront in 1990. Elchibej was de leider van de onafhankelijkheidsbeweging en de eerste vrij gekozen president van Azerbeidzjan, van 16 juni 1992 tot hij werd afgezet middels een staatsgreep in juni 1993.

## Biografie
Elchibej studeerde Arabisch aan de Staatsuniversiteit van Bakoe en behaalde in 1962 zijn diploma. Tijdens zijn studie was hij actief in verenigingen waarin hij over de revolutionaire geschiedenis van Azerbeidzjan doceerde. Tussen 1963 en 1964 werkte hij in Caïro, Egypte als tolk. Na zijn periode in Egypte werd Elchibej actief in de roep om onafhankelijkheid. In 1975 werd hij veroordeeld tot een gevangenisstraf van 1,5 jaar wegens nationalistische acties.
Hij was geïnspireerd door leiders als Mustafa Kemal Atatürk, Gandhi en Mehmed Emin Resulzade. Elchibej was een groot voorstander van het Panturkisme.
In 1989 richtte hij de onafhankelijkheidsbeweging Azerbeidzjaans Volksfront op en werd gekozen als voorzitter. Na het Uiteenvallen van de Sovjet-Unie in 1991, werd Azerbeidzjan onafhankelijk verklaard. Elchibej werd door een overweldigende meerderheid gekozen als president van Azerbeidzjan bij de eerste vrije verkiezingen in 1992.

## Presidentschap
Het begin van zijn presidentschap werd gekenmerkt door oorlog met Armenië en binnenlandse problemen. In 1993 begon krijgsheer Surat Hüseynov een opstand tegen Elchibej vanuit Gəncə, de tweede grootste stad van het land. Hüseynov kreeg de wapens van de Russen die het land verlieten na de onafhankelijkheid. Een poging om de opstand de kop in te drukken mislukte en Hüseynov wist binnen korte tijd meerdere provincies in te nemen. 
In deze periode vroeg president Elchibej, de ervaren Hejdar Alijev hem te helpen. Əliyev vervulde hoge functies in de Sovjet-Unie, waaronder leiderschap van de Azerbeidzjaanse Socialistische Sovjetrepubliek en was op dat moment parlementsvoorzitter en de de facto leider van de autonome exclave Nachitsjevan. In Bakoe verving hij Isa Gambar als parlementsvoorzitter. Gambar had net als premier Penah Hüseyinov ontslag genomen. Enkele dagen na de komst van Əliyev, richtte Hüseynov zijn pijlen op hoofdstad Bakoe. Bij het naderen van de hoofdstad, riep hij Elchibej op om de macht over te dragen, waarna Elchibej vluchtte naar zijn geboorteplaats Nachitsjevan. Hejdar Alijev bleef als enige achter in de leiding over de regering en wist een compromis te bereiken met Hüseynov. Het parlement benoemde Hejdar Alijev na het vertrek van Elchibej tot waarnemend president en Hüseynov werd benoemd tot premier.
In augustus 1993 volgde een referendum van vertrouwen over Elchibej. 98% van de kiezers spraken geen vertrouwen uit over Elchibej, waarmee definitief een einde kwam aan zijn presidentschap.

## Oppositie en overlijden
Elchibej keerde in 1997 terug naar Bakoe en voegde zich bij de oppositie als leider van de Azerbeidzjaanse Volksfrontpartij.
In 2000 werd Elchibej gediagnostiseerd met prostaatkanker. Hij overleed in augustus van dat jaar in een militair ziekenhuis in Ankara, Turkije. Zijn lichaam werd overgevlogen naar Bakoe en hij kreeg een staatsbegrafenis, waar toenmalig president Hejdar Alijev bij was.